# Сторінки воєнної історії України
«Сторінки воєнної історії України» — збірник наукових праць Інституту історії України НАН України та його структурного підрозділу — відділу історії України періоду Другої світової війни. У виданні представлені сучасні наукові підходи до висвітлення подій та процесів глобального німецько-радянського збройного конфлікту. Видання включено до переліку фахових наукових видань у галузі історії.

Видання розраховане на істориків, архівних і музейних працівників, викладачів, аспірантів і студентів гуманітарних вузів. Важливим елементом цього видавничого проекту є публікації в жанрі наукової критики, а також інформаційні повідомлення про помітні події наукового життя в Україні та за кордоном.

## Засновники журналу
- Національна академія наук України
- Інститут історії України (Відділення історії, філософії та права)

## Адреса редакції
01001, Інститут історії України НАН України, м.Київ, вул. Грушевського, 4, к. 503

## Історія та особливості видання
Видається з 1997. Головний редактор — академік НАН України В.Смолій, відповідальний редактор — О.Лисенко. Періодичність виходу — 1 раз на рік. Станом на 2012 вийшло друком 14 випусків. У збірнику репрезентовані наукові розробки вітчизняних науковців та істориків Білорусі, Польщі, Росії, США. Вагома роль у наповненні «портфеля» збірника належить співробітникам відділу історії України періоду Другої світової війни. Більшість випусків тематичні.

## Тематика
Щорічник є першим спеціалізованим виданням з історії Другої світової війни в Україні. Тематика збірника пов'язана із сучасними суспільними викликами — необхідністю консолідації суспільства довкола вшанування жертв війни, відновлення історичної справедливості, формування історичної пам'яті про війну, активізації просвітницьких зусиль. Профіль видання визначається необхідністю заповнення існуючих лакун, розстановкою аргументованих і зважених акцентів у реконструкції загальної картини Другої світової війни.
Матеріали у збірнику розподілені за рубриками, постійними серед них є:
- методологія, історіографія та джерелознавство;
- бойові дії на фронтах Другої світової війни;
- історія радянського руху Опору в Україні;
- з історії Організації українських націоналістів та Української повстанської армії;
- нацистський окупаційний режим;
- післяокупаційний період.

Головна увага авторів публікацій зосереджена на висвітленні широкого кола проблем Другої світової війни, репрезентації концептуальних методологічних та методичних засад вивчення історії німецько-радянського збройного конфлікту, осмисленні ключових суперечливих питань з погляду сьогодення. Одним із провідних напрямів дослідження визначено соціальну проблематику в специфічних умовах світової війни. Статті написані з використанням оригінальних джерел, архівних матеріалів, значна частина яких вперше вводиться до наукового обігу. Залучення авторів з різноманітних наукових установ та вузів сприяє урізноманітненню проблематики, розширенню географії публікацій.
Електронна версія щорічника: http://www.history.org.ua/new%5Bнедоступне+посилання+з+липня+2019%5D. php?litera&askAbout=war.